# 法蘭茲·杜普勒

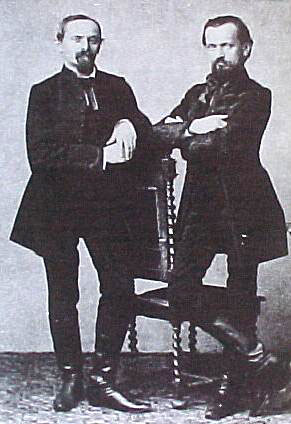
杜普勒兄弟：法蘭茲（左）和卡爾（右）

阿爾伯特·法蘭茲·杜普勒（德語：Albert Franz Doppler，1821年10月16日—1883年7月27日）是奧地利蘭堡（Lemberg，現烏克蘭利維夫）出身的作曲家。代表作是改編6首李斯特的鋼琴曲『匈牙利狂想曲』。

## 作品一覽
- Benyovszky; vagy A kamcsatkai számuzött（德語： Benyovsky oder Der Verwandte aus Kamtschatka），改編奥古斯特·冯·科策布的作品，歌劇，1847年
- Ilka és a huszártoborzó（德語：Ilka und Die Husaren-Werbung），喜歌劇，1849年
- Wanda，歌劇，1853年
- Két huszár（德語：Die beiden Husaren），歌劇，1853年
- Salvator Rosa，音樂劇，1855年
- Erzsébet，歌劇，（序曲、第1幕、第2幕：法蘭茲·艾爾科，第3幕：卡爾·杜普勒），1857年
- Judith，歌劇，1870年

## 外部連結
- 法蘭茲·杜普勒的免费乐谱，由国际乐谱典藏计划提供